# Abu-l-Ayx Àhmad
Abu-l-Ayx Àhmad ibn al-Qàssim Gannun (àrab: أبوالعيش أحمد بن كَنون, Abū l-ʿAyx Aḥmad b. Gannūn) fou emir idríssida del Magrib. Era fill d'al-Qàssim Gannun, a qui va succeir quan va morir el 948/949. Va fer llegir la khutba en nom del califa omeia de Còrdova; el seu pare havia estat vassall del califa fatimita però és possible que vers el 945 ja hagués fet llegir la khutba en nom del califa omeia davant les dificultats del califa fatimita per la revolta nukkarita.
El 952 va intentar construir una ciutat a la rodalia de Tetuan que per la seva proximitat a Ceuta era una amenaça pels omeies, que s'hi van oposar. La tensió va pujar entre els dos estats i l'emir va desconèixer al califa omeia, però fou ràpidament derrotat i el califa cordovès li va exigir llavors la cessió de Tànger, a la que es va negar. Forces cordoveses es van presentar davant aquesta ciutat, on l'emir va quedar assetjat. El regne fou ocupat pels omeies. Abu-l-Ayx es va refugiar a la regió d'al-Basra i Arzila que va conservar i va abdicar el poder al seu germà al-Hàssan ibn Gannun (955). Tot seguit va anar a l'Àndalus, a fer la guerra santa. No consta la data de la seva mort.